# Lysippe fragilis
Lysippe fragilis är en ringmaskart som först beskrevs av Alf Wollebæk 1912.  I den svenska databasen Dyntaxa används istället namnet Lysippides fragilis. Enligt Catalogue of Life ingår Lysippe fragilis i släktet Lysippe och familjen Ampharetidae, men enligt Dyntaxa är tillhörigheten istället släktet Lysippides och familjen Ampharetidae. Enligt den svenska rödlistan är arten starkt hotad i Sverige. Arten förekommer i Götaland. Artens livsmiljö är havet. Inga underarter finns listade i Catalogue of Life.